# Logan County (Kansas)
Logan County is een county in de Amerikaanse staat Kansas.
De county heeft een landoppervlakte van 2.779 km² en telt 3.046 inwoners (volkstelling 2000). De hoofdplaats is Oakley.